# Werden (pommerellisches Adelsgeschlecht)

Wappen der Familie von Werden aus Danzig

Werden ist der Name eines alten pommerellischen Adelsgeschlechts. 

## Geschichte
Die Familie von Werden stammt ursprünglich aus Werden an der Ruhr. Bereits um 1300 wurde die Familie in Danzig ansässig. Mit dem Danziger Ratsherren (1456), Großkaufmann und Reeder Gert von Werden (geboren um 1400, gestorben 1464 in Danzig) beginnt die ununterbrochene Stammreihe. Johann von Werden (1495–1554, Bürgermeister von Danzig, Fernkaufmann und Reeder mit umfangreichem Landbesitz) wurde im Jahr 1525 vom polnischen König Sigismund zum Ritter geschlagen.

## Ausbreitung und Güter
Das Stammhaus in Danzig auf dem Langen Markt verfügte über das hypothekarisch eingetragenen Privileg gänzlicher Abgabenfreiheit und war im Besitz der Starosteien Rogasen und Rehden bei Thorn. Von 1528 bis 1554 hatte die Firma den Pfandbesitz der Starostei Neuenburg an der Weichsel bei Dirschau und Preußisch Mark bei Saalfeld inne. Die Stammhalter wurden 1533 Besitzer von Seefeld, 1540 Starost von Putzig; 1552 kam u. a. der Besitz von Nassenhuben und Neuenhuben, 1554 der Besitz von Schönfeld hinzu.

## Wappen

### Stammwappen
Schild von Silber über Rot geteilt, belegt mit einem auffliegenden schwarzen, goldbewehrten Adler.

### Wappenverbesserung
Mit der Anerkennung des Adels in Polen kam es im Jahr 1525 zur Wappenverbesserung mit einem Herzschild, der das polnische Stammwappen „Odrowaz“ enthält: in Rot ein nach unten offenes silbernes Wurfeisen, oben besteckt mit einer silbernen Spitze.

## Andere Familien Werden
- Siehe auch: Werden (rheinländisches Adelsgeschlecht).